# Elhadj Diallo
Elhadj N'Gnane Diallo, född 15 juni 2003, är en guineansk simmare.

## Karriär
Vid kortbane-VM 2021 i Abu Dhabi slutade Diallo på 83:e plats på både 50 och 100 meter fjärilsim. Vid VM 2022 i Budapest slutade han på 86:e plats på 50 meter frisim och på 65:e plats på 50 meter fjärilsim. Vid kortbane-VM 2022 i Melbourne slutade Diallo på 55:e plats på 100 meter fjärilsim. Vid VM 2023 i Fukuoka slutade han på 103:e plats på 50 meter frisim och på 73:e plats på 100 meter fjärilsim. Vid VM 2024 i Doha slutade Diallo på 98:e plats på 100 meter frisim och på 64:e plats på 100 meter fjärilsim.
Diallo tävlade för Guinea vid olympiska sommarspelen 2024 i Paris, där han blev utslagen i försöksheatet på 50 meter frisim och slutade på totalt 57:e plats. Vid kortbane-VM 2024 i Budapest slutade Diallo på 95:e plats på 50 meter frisim och på 97:e plats på 100 meter frisim.